# Валбжиське воєводство
Валбжиське воєводство (пол. województwo wałbrzyskie) — адміністративно-територіальна одиниця Польщі найвищого рівня, яка існувала в 1975—1998 роках.
Було однією з 49 основних адміністративних одиниць Польщі, скасованих у результаті адміністративної реформи 1998 року.
Займало площу 4168 км². Адміністративним центром воєводства було місто Валбжих. Після адміністративної реформи воєводство припинило своє існування і його територія повністю відійшла до Нижньосілезького воєводства.

## Районні адміністрації
- Районна адміністрація в Бистшиці-Клодзькій для гмін Бистшиця-Клодзька, Мендзилесе та Строне-Шльонські.
- Районна адміністрація у Дзержонюві для гмін Дзержонюв, Немча та міст Белява, Дзержонюв, Пешице і Пілава-Ґурна
- Районна адміністрація у Клодзько для гмін Клодзько, Льондек-Здруй, Левін-Клодзький, Нова Руда, Радкув, Щитна та міст Душники-Здруй, Клодзько, Кудова-Здруй, Нова Руда і Поляниця-Здруй.
- Районна адміністрація у Свідниці для гмін Добромеж, Явожина-Шльонська, Марциновиці, Стшеґом, Свідниця, Жарув та міст Свідниця і Свебодзиці.
- Районна адміністрація у Валбжиху для гмін Чарний Бур, Ґлушиця, Мерошув, Старе Боґачовиці, Валім та міст Богушув-Горце, Єдліна-Здруй, Щавно-Здруй і Валбжих.
- Районна адміністрація в Зомбковицях-Шльонських для гмін Бардо, Цепловоди, Каменець-Зомбковицький, Пшеворно, Стошовиці, Зомбковиці-Шльонські, Зембиці та Злотий Сток.

## Найбільші міста

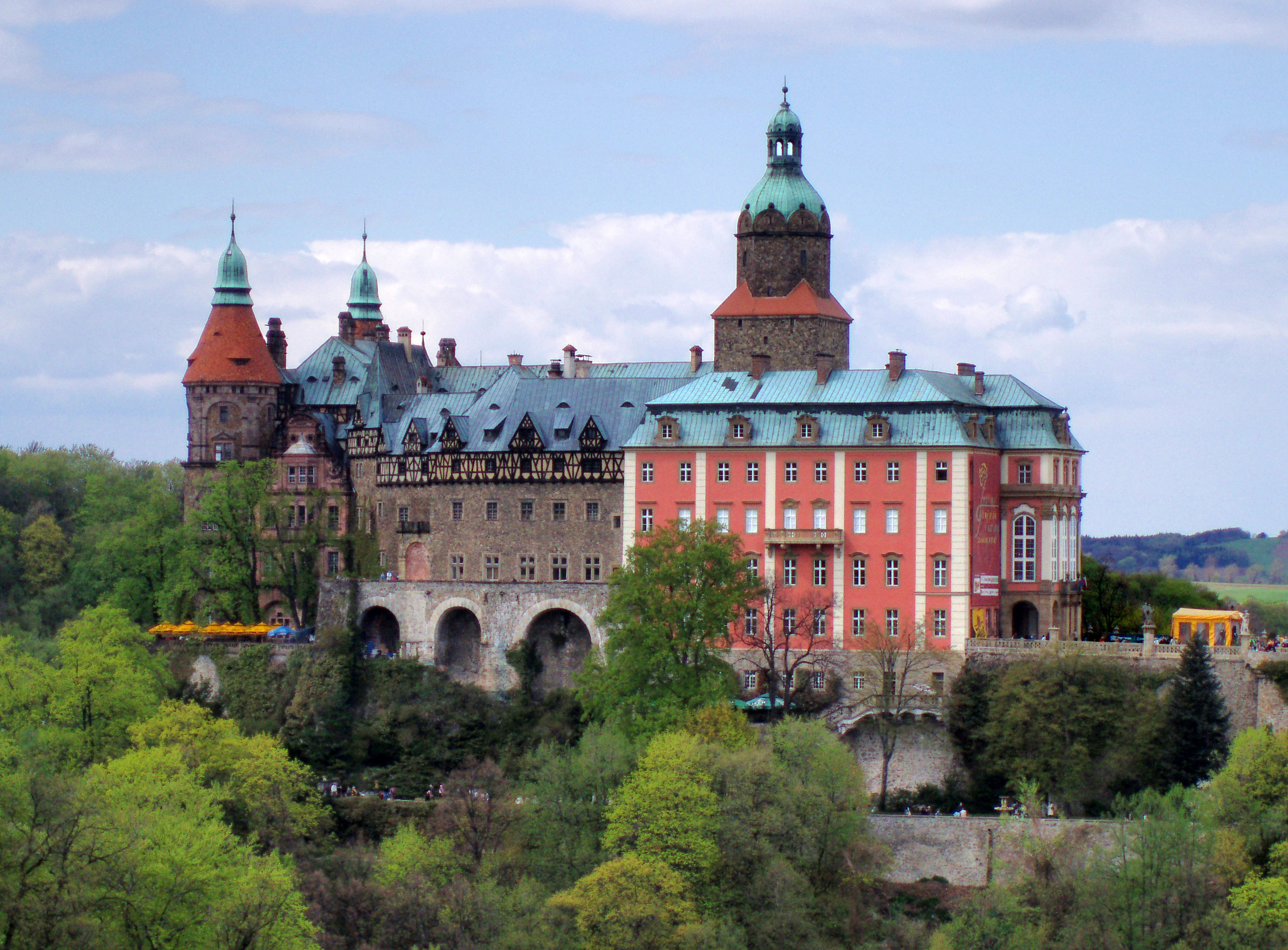
Княжий замок у Валбжиху

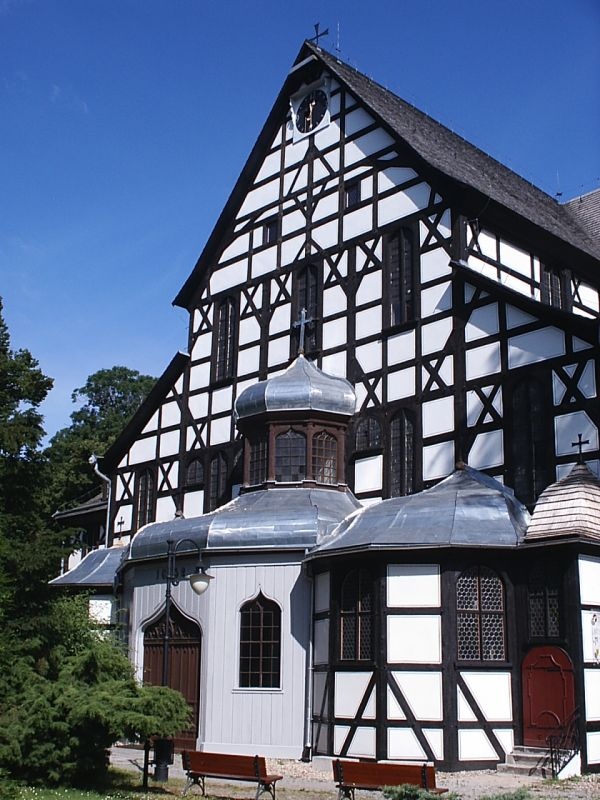
Церква у Свідниці

Чисельність населення на 31 грудня 1998 року:
- Валбжих  – 136 923
- Свідниця – 65 109
- Дзержонюв – 37 753
- Белява – 33 793
- Клодзько – 30 278
- Нова Руда – 26 807
- Свебодзіце – 24 745
- Богушув-Горце – 18 392
- Стшеґом – 17 621
- Зомбковіце-Шльонське – 17 349
- Бистшиця-Клодзька – 11 842
- Кудова-Здруй – 10 873
- Пешице – 10 002

## Населення
| Рік         | 1975    | 1980    | 1985    | 1990    | 1995    | 1998    |
| Чисельність | 713 900 | 716 100 | 735 800 | 740 900 | 739 500 | 733 000 |